# Asijské hry 2026
Asijské hry 2026 budou 20. ročník Asijských her. Budou se konat v Nagoji v Japonsku. Nagoja bude po Tokiu (1958) a Hirošimě (1994) 3. japonským městem, které bude hry pořádat.

## Stadiony

### Nagoja
| Stadion                                    | Kapacita |
| ------------------------------------------ | -------- |
| Nippon Gaishi Hall                         | 3,500    |
| Mizuho Athletic Stadium                    | 30,000   |
| Downtown Nagoya                            |          |
| Kinjō-futō Station Square                  |          |
| IG Arena                                   | 15,000   |
| Obata Ryokuchi Urban Forest                |          |
| Nagoya Velodrome                           |          |
| CS Asset Minato Soccer Stadium             | 5,400    |
| Paloma Mizuho Rugby Stadium                | 10,600   |
| Aichi Country Club Higashiyama Course      |          |
| Nippon Gaishi Hall                         | 5,000    |
| Aichi Budokan                              | 1,500    |
| Paloma Mizuho Arena                        | 1,200    |
| Nagoya International Exhibition Hall       | 5,900    |
| Nagoya Kinjo Pier Arena                    | 2,600    |
| Nagoya City Higashiyama Park Tennis Center | 4,000    |
| Nagoya City Trade and Industry Centre      |          |

### Prefektura Aiči
| Stadion                                | Město     | Kapacita |
| -------------------------------------- | --------- | -------- |
| Shinmaiko Marine Park                  | Čita      |          |
| Okazaki Central Park                   | Okazaki   |          |
| Ichinomiya City Municipal Gymnasium    | Ičinomija | 2,000    |
| Okazaki Municipal Baseball Stadium     | Okazaki   | 20,000   |
| Toyohashi Municipal Baseball Stadium   | Tojohaši  | 15,900   |
| Anjō Softball Ground                   | Andžó     | 2,500    |
| Wing Arena Kariya                      | Karija    | 2,400    |
| Nishio City General Gymnasium          | Nišio     | 2,900    |
| Miyoshi Lake                           | Mijoši    |          |
| Yahagi River Canoe Slalom Course       | Toyota    |          |
| Shinshiro Road Cycling Course          | Šinširo   |          |
| Aichi Sky Expo                         | Tokoname  |          |
| Toyota Stadium                         | Toyota    | 44,400   |
| Wave Stadium Kariya                    | Karija    | 2,600    |
| Kasugai City General Gymnasium         | Kasugai   | 3,000    |
| Toyoda Gosei Memorial Gymnasium        | Inazawa   | 3,000    |
| Tōkai Citizens Gymnasium               | Tókai     | 1,300    |
| Toyohashi City General Gymnasium       | Tojohaši  | 3,000    |
| Anjō Sports Park                       | Andžó     | 1,700    |
| Kaiyoh Yacht Harbor                    | Gamagóri  |          |
| Aichi General Shooting Range           | Toyota    |          |
| Akabane Long Beach                     | Tahara    |          |
| Sky Hall Toyota                        | Toyota    | 4,400    |
| Okazaki Central Park General Gymnasium | Okazaki   | 4,900    |
| Park Arena Komaki                      | Komaki    | 3,000    |
| Hekinan Ryokuchi Beach Court           | Hekinan   |          |

### Ostatní

#### Prefektura Gifu
| Stadion                                 | Město        | Kapacita |
| --------------------------------------- | ------------ | -------- |
| Gifu Nagaragawa Stadium                 | Gifu         | 16,300   |
| Gifu Prefectural Green Stadium          | Kakamigahara | 1,600    |
| Nagaragawa International Regatta Course | Kaizu        |          |

#### Prefektura Šizuoka
| Stadion                                                 | Město     | Kapacita |
| ------------------------------------------------------- | --------- | -------- |
| Furuhashi Hironoshin Memorial Hamamatsu Swimming Centre | Hamamatsu | 2,200    |
| Izu Velodrome                                           | Izu       | 1,800    |
| Shizuoka Stadium                                        | Fukuroi   | 50,900   |

#### Tokio
| Stadion               | Město    | Kapacita |
| --------------------- | -------- | -------- |
| Tokyo Aquatics Centre | Kótó     | 5,000    |
| Tokyo Equestrian Park | Setagaja | 1,500    |

#### Další místa (fotbal)
| Stadion                           | Místo                     | Kapacita |
| --------------------------------- | ------------------------- | -------- |
| Kyoto Stadium                     | Kameoka, Prefektura Kjóto | 21,600   |
| Nagai Stadium                     | Ósaka, Prefektura Ósaka   | 47,800   |
| Kobe Universiade Memorial Stadium | Kóbe, Prefektura Hjógo    | 45,000   |

## Sporty
Sporty na Asijských hrách 2026
- Plavání 
  - Synchronizované plavání
  - Potápění
  - Maratonské plavání
  - Plavání
  - Vodní pólo
- Lukostřelba
- Atletika
- Badminton
- Baseball
- Basketball
- Bowling
- Box
- Lezení
- Kanoistika
- Cyklistika
- Jezdectví
- Esporty
- Pozemní hokej
- Fotbal
- Golf
- Gymnastika
- Házená
- Ju-jitsu
- Džudo
- Kabaddi
- Karate
- Kurash
- Moderní pětiboj
- Veslování
- Ragby
- Sepak takraw
- Surfování
- Skateboarding
- Sportovní střelba
- Squash
- Sportovní lezení
- Surfování
- Stolní tenis
- Šerm
- Tenis
- Triatlon
- Taekwondo
- Volejbal
- Vzpírání
- Zápas
- Wushu

Pět regionálních sportů, které byly nominovány každým regionem olympijské rady Asie:
- Wushu (východní Asie)
- Sepak takraw (jihovýchodní Asie)
- Kabaddi (jižní Asie)
- Kurash (střední Asie)
- Ju-jitsu (západní Asie)

Mezi sporty může přibít kriket, rozhodnutí se očekává na rok 2025.

## Účastníci
- Afghánistán
- Bahrajn
- Bangladéš
- Bhútán
- Brunej
- Kambodža
- Čína
- Hongkong
- Indie
- Indonésie
- Írán
- Irák
- Japonsko (hostitel)
- Jordánsko
- Kazachstán
- Kuvajt
- Kyrgyzstán
- Laos
- Libanon
- Macao
- Malajsie
- Maledivy
- Mongolsko
- Myanmar
- Nepál
- Severní Korea
- Omán
- Pákistán
- Palestina
- Filipíny
- Katar
- Saúdská Arábie
- Singapur
- Jižní Korea
- Srí Lanka
- Sýrie
- Tchaj-wan
- Tádžikistán
- Thajsko
- Východní Timor
- Turkmenistán
- SAE
- Uzbekistán
- Vietnam
- Jemen
- Austrálie
- Nový Zéland

## Medailové pořadí
| Země | Zlatá medaile | Stříbrná medaile | Bronzová medaile | Celkem |
| ---- | ------------- | ---------------- | ---------------- | ------ |